# Bangarapet
Bangarapet é uma cidade no distrito de Kolar, no estado indiano de Karnataka.

## Geografia
Bangarapet está localizada a 12° 58′ N, 78° 12′ L. Tem uma altitude média de 843 metros (2765 pés).

## Demografia
Segundo o censo de 2001, Bangarapet tinha uma população de 38 684 habitantes. Os indivíduos do sexo masculino constituem 51% da população e os do sexo feminino 49%. Bangarapet tem uma taxa de literacia de 72%, superior à média nacional de 59,5%; com 54% para o sexo masculino e 46% para o sexo feminino. 12% da população está abaixo dos 6 anos de idade.